# Japanische Fußballnationalmannschaft (U-17-Junioren)
Die japanische U-17-Fußballnationalmannschaft ist eine Auswahlmannschaft japanischer Fußballspieler. Sie unterliegt der Japan Football Association und repräsentiert sie international auf U-17-Ebene, etwa in Freundschaftsspielen gegen die Auswahlmannschaften anderer nationaler Verbände, bei U-16-Asienmeisterschaft und U-17-Weltmeisterschaften.
Die Mannschaft wurde 1994 und 2006 Asienmeister sowie 2012 Vize-Asienmeister.
Ihr bestes Ergebnis bei Weltmeisterschaften war das Erreichen des Viertelfinales, das 1993, im eigenen Land, und 2011 in Mexiko gelang. 1993 verlor sie das Viertelfinale gegen den späteren Weltmeister Nigeria, 2011 verlor sie gegen Brasilien. 2013 verlor die Mannschaft im Achtelfinale gegen Schweden.

## Teilnahme an U-17-Weltmeisterschaften
(Bis 1989 U-16-Weltmeisterschaft)
| 1985 | nicht teilgenommen |
| 1987 | nicht teilgenommen |
| 1989 | nicht qualifiziert |
| 1991 | nicht teilgenommen |
| 1993 | Viertelfinale      |
| 1995 | Vorrunde           |
| 1997 | nicht qualifiziert |
| 1999 | nicht qualifiziert |
| 2001 | Vorrunde           |
| 2003 | nicht qualifiziert |
| 2005 | nicht qualifiziert |
| 2007 | Vorrunde           |
| 2009 | Vorrunde           |
| 2011 | Viertelfinale      |
| 2013 | Achtelfinale       |
| 2015 | nicht qualifiziert |
| 2017 | Achtelfinale       |
| 2019 | Achtelfinale       |
| 2023 | Achtelfinale       |

## Teilnahme an U-16-Asienmeisterschaft
| U-16-Asienmeisterschaft  | U-17-Asienmeisterschaft  |
| ------------------------ | ------------------------ |
| 1985: nicht teilgenommen |                          |
| 1986: nicht teilgenommen |                          |
| 1988: Vorrunde           |                          |
| 1990: nicht teilgenommen |                          |
|                          | 1992: nicht qualifiziert |
|                          | 1994: Asienmeister       |
|                          | 1996: 4. Platz           |
|                          | 1998: Vorrunde           |
|                          | 2000: 3. Platz           |
|                          | 2002: Vorrunde           |
|                          | 2004: Vorrunde           |
|                          | 2006: Asienmeister       |
| 2008: Halbfinale         |                          |
| 2010: Halbfinale         |                          |
| 2012: 2. Platz           |                          |
| 2014: Viertelfinale      |                          |
| 2016: Halbfinale         |                          |
| 2018: Asienmeister       |                          |
|                          | 2023: Asienmeister       |